# كامينغز (تكساس)
كامينغز (بالإنجليزية: Cumings, Texas)‏ هي مدينة وأماكن مخصصة للتعداد تقع في الولايات المتحدة في مقاطعة فورت بيند (تكساس). يقدر عدد سكانها بـ 683 نسمة ومساحتها 8.0 كم2 وترتفع عن سطح البحر 26 متر.

## التركيبة السكانية
حدّد مكتب تعداد الولايات المتحدة بيانات التركيبة السكانية لكامينغز في تعداد الولايات المتحدة. في ما يلي، التركيبة السكانية حسب تعدادي 2000 و2010.

### تعداد عام 2000
بلغ عدد سكان كامينغز 683 نسمة بحسب تعداد عام 2000، وبلغ عدد الأسر 172 أسرة وعدد العائلات 156 عائلة مقيمة في المنطقة السكنية. في حين سجلت الكثافة السكانية 90.2 نسمة لكل كيلومتر مربع (233.6/ميل2). وبلغ عدد الوحدات السكنية 186 وحدة بمتوسط كثافة قدره 24.6 لكل كيلومتر مربع (63.7/ميل2).
وتوزع التركيب العرقي للمنطقة السكنية بنسبة 60.76% من البيض و0.29% من الأمريكيين ذوي الأصول الآسيوية و35.43% من الأعراق الأخرى و3.51% من عرقين مختلطين أو أكثر و91.65% من الهسبانيون أو اللاتينيون من أي عرق.
بلغ عدد الأسر 172 أسرة كانت نسبة 59.3% منها لديها أطفال تحت سن الثامنة عشر تعيش معهم، وبلغت نسبة الأزواج القاطنين مع بعضهم البعض 70.9% من أصل المجموع الكلي للأسر، ونسبة 13.4% من الأسر كان لديها معيلات من الإناث دون وجود شريك، بينما كانت نسبة 6.4% من الأسر لديها معيلون من الذكور دون وجود شريكة وكانت نسبة 9.3% من غير العائلات. تألفت نسبة 8.1% من أصل جميع الأسر من عدة أفراد يعيشون في نفس المنزل ونسبة 2.9% كانت تتألف من شخص يعيش بمفرده يبلغ من العمر 65 عاماً أو أكثر. وبلغ متوسط حجم الأسرة المعيشية 3.97، أما متوسط حجم العائلات فبلغ 4.16.
بلغ العمر الوسطي للسكان 27.3 عاماً. وكانت نسبة 34.8% من القاطنين تحت سن الثامنة عشر، وكانت نسبة 13% بين الثامنة عشر والرابعة والعشرين عاماً، ونسبة 29.6% كانت واقعةً في الفئة العمرية ما بين الخامسة والعشرين والرابعة والأربعين عاماً، ونسبة 16.7% كانت ما بين الخامسة والأربعين والرابعة والستين، ونسبة 5.9% كانت ضمن فئة الخامسة والستين عاماً فما فوق. يوجد لكل 100 أنثى 98.5 ذكر، ويوجد لكل 100 أنثى في الثامنة عشر من عمرها فما فوق 99.6 ذكر.
بلغ متوسط دخل الأسرة في المنطقة السكنية 36,316 دولارًا، أما متوسط دخل العائلة فبلغ 36,776 دولارًا. وكان متوسط دخل الذكور 25,847 دولارًا مقابل 16,641 دولارًا للإناث. وسجل دخل الفرد الخاص بالمنطقة السكنية 10,399 دولارًا. وكانت نسبة 24% من العائلات ونسبة 20.5% من السكان تحت خط الفقر، وكان من هؤلاء نسبة 14.7% تحت سن الثامنة عشر ونسبة 56.8% في الخامسة والستين من العمر وما فوق.

### تعداد عام 2010
بلغ عدد سكان كامينغز 981 نسمة بحسب تعداد عام 2010، وبلغ عدد الأسر 288 أسرة وعدد العائلات 235 عائلة مقيمة في المنطقة السكنية. في حين سجلت الكثافة السكانية 129.6 نسمة لكل كيلومتر مربع (335.7/ميل2). وبلغ عدد الوحدات السكنية 307 وحدة بمتوسط كثافة قدره 40.6 لكل كيلومتر مربع (105.2/ميل2).
وتوزع التركيب العرقي للمنطقة السكنية بنسبة 69.32% من البيض و6.83% من الأمريكيين الأفارقة و1.12% من الأمريكيين الأصليين و0.61% من الأمريكيين ذوي الأصول الآسيوية و19.78% من الأعراق الأخرى و2.34% من عرقين مختلطين أو أكثر و68.71% من الهسبانيون أو اللاتينيون من أي عرق.
بلغ عدد الأسر 288 أسرة كانت نسبة 52.8% منها لديها أطفال تحت سن الثامنة عشر تعيش معهم، وبلغت نسبة الأزواج القاطنين مع بعضهم البعض 60.4% من أصل المجموع الكلي للأسر، ونسبة 13.5% من الأسر كان لديها معيلات من الإناث دون وجود شريك، بينما كانت نسبة 7.6% من الأسر لديها معيلون من الذكور دون وجود شريكة وكانت نسبة 18.4% من غير العائلات. تألفت نسبة 14.2% من أصل جميع الأسر من عدة أفراد يعيشون في نفس المنزل ونسبة 3.1% كانت تتألف من شخص يعيش بمفرده يبلغ من العمر 65 عاماً أو أكثر. وبلغ متوسط حجم الأسرة المعيشية 3.41، أما متوسط حجم العائلات فبلغ 3.78.
بلغ العمر الوسطي للسكان 29.5 عاماً. وكانت نسبة 31.6% من القاطنين تحت سن الثامنة عشر، وكانت نسبة 9.6% بين الثامنة عشر والرابعة والعشرين عاماً، ونسبة 30.4% كانت واقعةً في الفئة العمرية ما بين الخامسة والعشرين والرابعة والأربعين عاماً، ونسبة 22.4% كانت ما بين الخامسة والأربعين والرابعة والستين، ونسبة 6% كانت ضمن فئة الخامسة والستين عاماً فما فوق. وتوزع التركيب الجنسي للسكان بنسبة 50.8% ذكور و49.2% إناث.